# Brian Urquhart

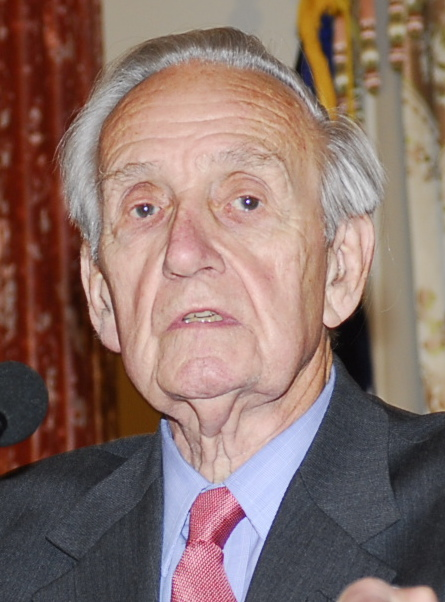
Brian Urquhart in 2006

Brian Edward Urquhart (Bridport, 28 februari 1919 – Tyringham (Pittsfield, Massachusetts), 2 januari 2021) was een Brits militair en diplomaat. Hij was onder-secretaris-generaal van de Verenigde Naties en heeft een aantal boeken geschreven. Tijdens de Tweede Wereldoorlog speelde hij onder andere een rol bij de bevrijding van Nederland.

## Leven en loopbaan
Urquhart werd geboren als tweede zoon van de kunstschilder Murray Urquhart. Toen hij zes was verliet zijn vader het gezin. Urquhart groeide op in het Zuid-Engelse graafschap Dorset. Hij studeerde aan het college Christ Church van de Universiteit van Oxford.

### Tweede Wereldoorlog
Na het uitbreken van de Tweede Wereldoorlog meldde Urquhart zich in 1939 aan voor het Britse leger, waarvoor hij diverse taken uitvoerde, waaronder het plannen van luchtlandingen tijdens Operatie Overlord, de landing in Normandië in 1944. 
In 1944 was hij als inlichtingenofficier betrokken bij de voorbereiding van de Operatie Market Garden. Mede op basis van informatie uit het Nederlandse verzet adviseerde hij zijn meerderen om die operatie niet door te zetten. Dit wordt ook genoemd door de schrijver Cornelius Ryan in zijn boek Een brug te ver. Ook in de verfilming A Bridge too Far van Richard Attenborough komt deze episode voor, maar in de film is zijn personage hernoemd tot "Major Fuller" om verwarring te voorkomen met generaal Roy Urquhart. Het mislukken van de Slag om Arnhem gaf hem uiteindelijk gelijk, maar hij was teleurgesteld dat hij zijn superieuren niet had weten te overtuigen.

### Verenigde Naties
In 1945 werd Urquhart opgenomen in de Britse diplomatieke delegatie voor de oprichting van de Verenigde Naties.  Daarna trad hij in dienst bij de VN. Na het aantreden van Dag Hammarskjöld als secretaris-generaal van de VN in 1953 kreeg Urquhart een belangrijke rol als adviseur.
Nadat in 1956 de Suezcrisis uitbrak, kreeg hij een hoofdrol in de vorming van de eerste VN-vredesmacht, die het doel had de Israëlische en Egyptische troepen in het Sinaï-gebied uit elkaar te houden. Urquhart kwam hierbij op het idee van blauwe helmen als onderscheidingsteken voor de VN-vredesbewaarders.
In de jaren zestig was hij voor de VN in Congo, waar hij ontvoerd en gemarteld werd. Later was hij, inmiddels als onder-secretaris-generaal van de VN, verantwoordelijk voor een aantal vredesoperaties.
Vooral na zijn pensionering heeft Urquhart vele boeken geschreven.  Zo omschreef hij samen met Erskine B. Childers hoe de VN effectiever gemaakt zouden kunnen worden.

## Onderscheidingen
Urquhart is onderscheiden met de Orde van Sint-Michaël en Sint-George en de Orde van het Britse Rijk. Verder ontving hij in 1984 de Four Freedoms Award voor vrijwaring van vrees.